# Amfetamin
Amfetamin är ett syntetiskt centralstimulerande preparat som tillhör gruppen fenetylaminer. Det används både medicinskt och som narkotika. Inom sjukvården kan amfetamin eller dess derivat förskrivas vid bland annat adhd och narkolepsi. Ämnet är narkotikaklassat såväl internationellt som i Sverige.
Kemiskt är amfetamin en blandning av två enantiomerer: dexamfetamin och levoamfetamin, där dexamfetamin har starkast centralstimulerande effekt. I ren form är amfetamin en vätska, men det förekommer oftast som fasta salter, exempelvis amfetaminsulfat.
Missbruk av amfetamin är dokumenterat i stora delar av världen. Statistiken skiljer ofta inte mellan amfetamin och metamfetamin, men båda tillhör samma substansgrupp. I Sverige är amfetamin, efter cannabis, den vanligaste illegala drogen och den mest spridda intravenösa drogen.

## Historia
Amfetamin framställdes första gången 1887, men det var först 1927 som dess syntetiska form och adrenalinliknande effekter uppmärksammades inom medicinen. På 1930-talet introducerades amfetamin som läkemedel under namnet Benzedrine, först mot astma och förkylning för dess kärlsammandragande (vasokonstriktoriska) egenskaper. Det användes även för att väcka patienter vid sömnmedelsförgiftning och vid behandling av barn med hyperaktivitet. Senare konstaterades att amfetaminets effekter liknade kokainets, men med längre verkningstid.[källa behövs]
Under andra världskriget blev amfetamin vanligt förekommande inom militären. Det användes för att tillfälligt öka soldaters prestationsförmåga, så att de kunde verka under längre perioder utan mat och sömn. Inom flygmedicinen gavs amfetamintabletter för att motverka trötthet vid långa nattflygningar.
Efter kriget fanns stora överskottslager av amfetamin. I Japan ökade missbruket kraftigt när militära lager avyttrades. I USA marknadsfördes amfetaminpreparat som Benzedrine, Dexedrine och metamfetamin som bantningsmedel och prestationshöjande medel vid exempelvis skiftarbete. Amfetamin blev också populärt bland lastbilschaufförer och vissa studenter, även i Sverige, som använde det för att orka långa arbetspass eller studier nattetid.[källa behövs]
I Sverige blev amfetamin receptbelagt 1939, efter att ha varit lagligt sedan 1938. Förskrivningen var omfattande och 1942 hade cirka 3 % av befolkningen fått amfetamin utskrivet, varav omkring 3 000 personer använde det dagligen.
Intravenöst bruk uppstod troligen i konstnärskretsar där injicering av morfin redan förekom. Det upptäcktes att amfetamintabletter var delvis vattenlösliga och möjliga att injicera, och detta bruk spreds under tidigt 1950-tal bland kriminella.[källa behövs]
Undersökningar av poliskunder i Stockholm, utförda av Nils Bejerot, visade att bruk av amfetamin och liknande substanser fördubblades var trettionde månad mellan 1949 och 1965. Mellan 1965 och 1967 förekom legalförskrivning till personer med missbruk, vilket ledde till en fördubblingstid på endast tolv månader. Projektet avslutades därför.[källa behövs]

## Effekter
Amfetamin ger ofta en känsla av ökad energi, motivation och självförtroende. Många användare upplever även ökad kreativitet och lust att vara aktiva.
De fysiologiska effekterna beror på amfetaminets centralstimulerande verkan, som motverkar trötthet och sömn. Under ruset minskar hunger- och törstkänslor, vilket vid långvarigt bruk kan leda till uttorkning och undernäring. Kombinationen av sömnbrist och hög dos kan orsaka paranoia och andra drogutlösta psykiska störningar.
På molekylär nivå verkar amfetamin genom att öka frisättningen av dopamin (DA) och noradrenalin i det centrala nervsystemet. DA-frisättningen sker inte via normal vesikelexocytos utan genom påverkan på dopamintransportören (DAT), som kan omvandlas till en kanal och därigenom släppa ut dopamin i synapsspalten. Amfetamin interagerar även med opioidsystemet, vilket bidrar till dopaminfrisättningen.
Beroendet är främst psykiskt, till skillnad från till exempel alkohol- och opiatberoende som också innefattar fysisk abstinens. Avslutat bruk kan ge psykiska symtom som depression, initiativlöshet och orkeslöshet. Det finns läkemedel mot vissa komplikationer, såsom psykoser, men inga behandlingar har visat tydlig effekt mot själva beroendet.[källa behövs]

## Missbruk och förekomst
Amfetaminmissbruk förekommer i stora delar av världen och är särskilt utbrett i bland annat Japan, Sydkorea och Filippinerna. Enligt FN uppskattas mellan 16 och 51 miljoner personer årligen använda substanser ur amfetamingruppen: cirka 54–59 % metamfetamin, 32–35 % amfetamin och 8–11 % andra besläktade ämnen.
I Sverige är amfetamin, efter cannabis, den vanligaste illegala drogen och den mest spridda intravenösa drogen. Europeiska centrumet för kontroll av narkotika och narkotikamissbruk (ECNN) rapporterar att slutpriset i Europa i genomsnitt är 10–15 euro per gram.

## Beroende och hälsorisker
Amfetamin anses vara måttligt beroendeframkallande. Ett tungt beroende följer ofta ett cykliskt mönster med perioder på 12 timmar till flera dygn av upprepat intag, sömnlöshet och utebliven mat (binge), följt av en återhämtningsfas (crash). Långvarigt och intensivt bruk kan orsaka amfetaminpsykos, med symtom som förföljelseidéer, hallucinationer, stereotypa rörelser och gradvis förlust av sjukdomsinsikt. Fysiska komplikationer kan omfatta nervskador, högt blodtryck, stroke och hjärtskador.

## Tillverkning
Amfetamin, som oftast säljs som ett vitt pulver, tillverkas på kemisk väg och sägs inte finnas naturligt. Forskare på Texas A&M University påstår sig dock ha upptäckt fem olika amfetaminer i arterna Acacia berlandieri och Acacia rigidula kring åren 1997 och 1998, något som inte kunnat bekräftas. Den kemiska tillverkningen genomförs till exempel via reduktiv amination av fenylaceton med ammoniak. Fenylacetonet smugglas oftast in i stor skala från till exempel Kina. Det mesta som smugglas till Sverige i dag tillverkas i gamla öststater, asiatiska laboratorier, men främst ifrån Baltikum, Bulgarien och Nederländerna. Tillverkning av amfetamin i Sverige är idag i jämförelse med missbruket av drogen relativt småskalig och sker oftast via Leuckarts syntes, en tillverkningsmetod som kräver väldigt mycket energi, fast i gengäld får man fram en slutprodukt av amfetamin med hög renhet. Polisen sprängde under 1990-talet många knarkfabriker som jobbade på detta sätt - då det bitvis är ganska svårt för tillverkarna att få tag på råvaror till tillverkningen om man inte jobbar under någon täckmantel.[källa behövs]
I Sverige tillverkas laglig amfetamin i två former: Dextroamfetamin 5 mg och Amfetamin 5 mg av Recip i Stockholm. Amfetamin 5 mg innehåller hälften levoamfetamin och hälften dextroamfetamin medan dextroamfetamin helt saknar levoamfetaminet, vilket leder till mindre bieffekter.[källa behövs]
Det finns ett flertal sätt att framställa amfetamin, bortsett från det som redan nämnts. Exempelvis kan kemisten använda sig av Henry reaktionen för att reagera bensaldehyd och nitroetan med en skvätt amylamin och få fram en 1-fenyl-2-nitropropen och sedan reducera detta till amfetamin med exempelvis LiAlH4 i dietyleter och erhålla amfetamin i form av en vätska, eller "freebase", som sedan man kan lösa upp i dietyleter och släppa igenom bubblor med väteklorid (saltsyra i gasform). Därmed erhålles ett racemat av amfetamin som sedan spaltas medelst vinsyra.

## Farmakologi och kemi
Amfetamin tillhör gruppen fenetylaminer och är en substituerad fenetylaminmolekyl. Ämnet förekommer i två isomerer: dexamfetamin (d-amfetamin) och levoamfetamin (l-amfetamin). Illegalt amfetamin som används rekreationellt är vanligen en racematblandning av båda isomererna, medan läkemedel kan innehålla enbart dexamfetamin eller en blandning av d- och l-amfetamin.  
Studier har visat att dexamfetamin i genomsnitt ger bättre behandlingsresultat vid ADHD än levoamfetamin. Levoamfetamin tycks ge bäst effekt vid ADHD med främst hyperaktivitet och aggressivitet, medan dexamfetamin har visat god effekt både vid hyperaktivitet, ouppmärksamhet och aggressivitet.
I sin grundform är amfetamin en fribas, som vid rumstemperatur är en färglös vätska. Fribasformen används sällan rekreationellt eller medicinskt, eftersom amfetaminsalter är mer stabila och lättare att hantera. Fribasen omvandlas till ett salt genom reaktion med en syra, vilket gör aminogruppen positivt laddad. Den positiva laddningen binder syrans negativa joner, vilket ger ett amfetaminsalt. Exempelvis bildas amfetaminhydroklorid om saltsyra används, då kloridjoner binder till molekylen.  
I läkemedel mot ADHD används olika amfetaminsalter, ibland i kombinationer. I Sverige är Elvanse och Attentin de enda godkända amfetaminläkemedlen.  
- Elvanse innehåller lisdexamfetamindimesylat, ett d-amfetaminsalt bundet till aminosyran lysin. Ämnet är en inaktiv prodrug som aktiveras genom hydrolys till lysin och dexamfetamin i kroppen, vilket ger en depåeffekt med 13–14 timmars verkningstid.[14]
- Attentin innehåller dexamfetaminsulfat och har snabbverkande egenskaper.[15]

Vissa andra amfetaminläkemedel används i Sverige med särskilt tillstånd (licens) från Läkemedelsverket, men är inte formellt godkända. Exempel är **Metamina** (dexamfetaminsulfat) och **Amfetamin** (racemat av dex- och levoamfetaminsulfat), båda tillverkade av Recip.

## I världen

### Sverige
År 2019 testades avloppsvattnet i Stockholm och det konstaterades högre halter av amfetamin än någon annan stad i Europa. Den hittills högsta uppmätta halten var 450 milligram per 1 000 invånare, men i Stockholm uppmättes 675 milligram per 1 000 invånare.